# کریستین بکوولد
کریستین بکوولد (نروژی: Kristin Bekkevold؛ زادهٔ ۱۹ آوریل ۱۹۷۷) بازیکن فوتبال اهل نروژ بود.
وی به‌همراه تیم ملی فوتبال زنان نروژ در بازی‌های المپیک تابستانی ۲۰۰۰ به مقام قهرمانی دست پیدا کرده‌است.